# Flindersioideae
Flindersioideae es una subfamilia de plantas de flores perteneciente a la familia Rutaceae.

## Géneros
- Chloroxylon - Flindersia